# بيتر براون (رسام نيوزيلندي)
بيتر براون (بالإنجليزية: Peter Brown)‏ هو رسام نيوزيلندي، ولد في 12 أبريل 1921، وتوفي في 14 أكتوبر 2005.

## وصلات خارجية
- الموقع الرسمي